# NGC 6166
NGC 6166 és una galàxia el·líptica gegant i un quàsar situats a la constel·lació d'Hèrcules i a una distància d'al voltant de 150 megaparsecs (490 milions d'anys llum) de la Via Làctia que pot s'hi pot veure amb telescopis d'afeccionat.
NGC 6166 és la galàxia més brillant del ric cúmul de galàxies Abell 2199, i un excel·lent exemple de galàxia de tipus cD, amb un nucli brillant i un vast embolcall difús al seu al voltant en la qual de fet hi ha galàxies menors embegudes. És també una font d'ones de ràdio que apareix al catàleg 3C amb el número 338.
El gas calent que ompli el medi intergalàctic del cúmul sembla estar caient cap al centre d'aquesta galàxia a un ritme de 204 masses solars per any, alimentant el seu forat negre central, el qual té una massa estimada en 1000 milions de masses solars, convertint-la així en una galàxia de nucli galàctic actiu. Pel que sembla, hi ha també en ella cert nombre d'estels de tipus espectral O.
NGC 6166 també és molt rica en cúmuls globulars, amb certes estimacions atorgant-li un nombre d'ells d'al voltant de 39.000.